# Episodi di Alexa & Katie (seconda stagione)
La seconda stagione della serie televisiva Alexa & Katie  è stata interamente pubblicata su Netflix il 26 dicembre 2018.
| nº | Titolo originale         | Titolo italiano                | Pubblicazione originale | Pubblicazione Italia |
| -- | ------------------------ | ------------------------------ | ----------------------- | -------------------- |
| 1  | Second First Day         | Un altro primo giorno          | 26 dicembre 2018        | 26 dicembre 2018     |
| 2  | ChoreCats                | ChoreCats                      | 26 dicembre 2018        | 26 dicembre 2018     |
| 3  | #GWENCAS                 | #Gwencas                       | 26 dicembre 2018        | 26 dicembre 2018     |
| 4  | Tryouts and Latte Doubts | Selezioni di basket e caffè    | 26 dicembre 2018        | 26 dicembre 2018     |
| 5  | PB Without J             | PB senza J                     | 26 dicembre 2018        | 26 dicembre 2018     |
| 6  | Shop 'Til You Cry        | Shopping e pianti              | 26 dicembre 2018        | 26 dicembre 2018     |
| 7  | Katie's Beautiful Mind   | La meravigliosa mente di Katie | 26 dicembre 2018        | 26 dicembre 2018     |
| 8  | The Ghost of Cancer Past | Il fantasma del cancro passato | 26 dicembre 2018        | 26 dicembre 2018     |
| 9  | New Year's... Whoops     | L'anno nuovo!                  | 26 dicembre 2018        | 26 dicembre 2018     |
| 10 | Sweet Sixteen            | La festa dei sedici anni       | 26 dicembre 2018        | 26 dicembre 2018     |